# 야크샤

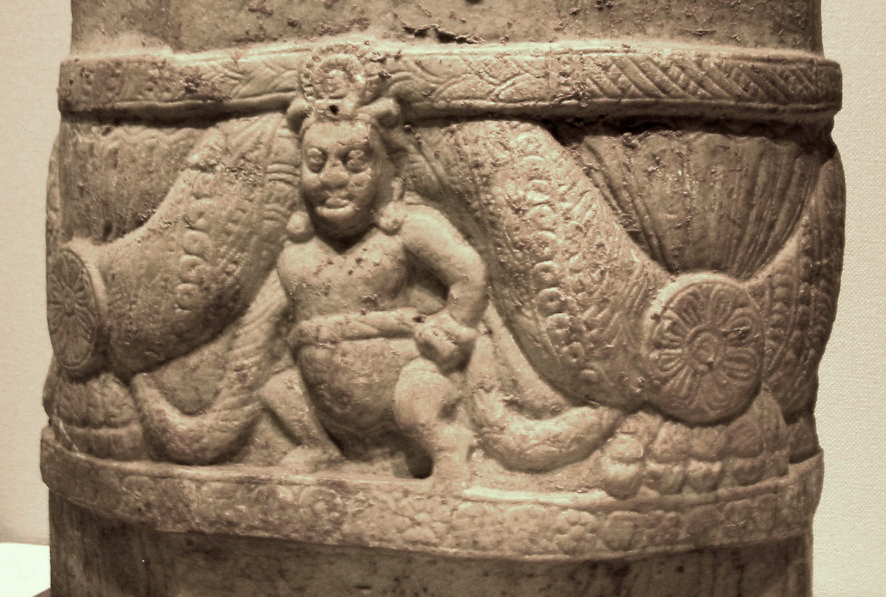
야크샤.

야크샤(산스크리트어: यक्ष) 또는 야차(夜叉)는 인도 신화에 나오는 가공의 종족이다. 원래 힌두 신화에서 유래된 존재로 추악하고 무섭게 생긴 모습을 지니며 사람을 괴롭히거나 해치고 다니는 마귀로 여겨졌고 불교에 수용된 후에는 불법(佛法)을 수호하는 신인 팔부신장 가운데 하나로서 북방을 지키는 수호신 역할로도 변형되었다.

## 같이 보기
- 라크샤사
- 쿠베라
- 금강역사
- 키르티무카
- 오니